# Gabriel Dumont
Gabriel Dumont (dezembro de 1837 — 19 de maio de 1906) foi um líder dos Métis, que habitavam o que é atualmente o oeste canadense.
Dumont era a princípio um caçador respeitado. Em 1873 foi eleito para a presidência da comunidade de Saint-Laurent. Dumont foi de especial importância em trazer Louis Riel ao Canadá, para atrair a atenção do governo do Canadá aos problemas enfrentados pelos Métis. Ele era o líder das forças militares dos Métis, tanto no governo provisório formado na Rebelião de Red River, em 1869-1870, quanto no governo provisório formado na Rebelião de Saskatchewan, em 1885. Após a derrota Métis na última, ele fugiu para os Estados Unidos.